# NAPB
NAPB‏ (NSF attachment protein beta) هوَ بروتين يُشَفر بواسطة جين NAPB في الإنسان.